# Michele Lamberti
Michele Lamberti (Brescia, 3 novembre 2000) è un nuotatore italiano, vincitore di una medaglia d'oro, tre d'argento e una di bronzo ai Campionati europei di nuoto in vasca corta 2021 di Kazan'.
È figlio d’arte di due nuotatori italiani, Giorgio Lamberti e  Tanya Vannini.

## Palmarès
- Mondiali

Doha 2024: bronzo nella 4x100m misti.
- Mondiali in vasca corta:

Abu Dhabi 2021: bronzo nella 4x50m misti e nella 4x50m misti mista.
- Europei

Roma 2022: oro nella 4x100m misti e argento nella 4x100m misti mista.
- Europei in vasca corta

Kazan 2021: oro nella 4x50m misti, argento nei 50m dorso, nei 100m farfalla e nella 4x50m misti mista, bronzo nei 200m dorso.
- Universiadi

Chengdu 2023: argento nei 100m dorso e nella 4x100m misti, bronzo nei 50m dorso.